# Ponto de Weyl
Na física, mais especificamente na mecânica quântica relativística (RQM) e na física de partículas, o ponto de Weyl é onde duas faixas de dispersão lineares no espaço-momento tridimensional se tocam em pontos isolados ou cruzam em um único ponto degenerado.

## História
Em 1928, o físico inglês, Paul Dirac descobriu uma equação fundamental na física de partículas e na mecânica quântica que descreve onda-corpúsculos relativistas. As soluções para a equação de Dirac eram dadas por elétrons muito rápidos. Além disso, a equação previu a existência de anti-elétrons: partículas com a mesma massa que os elétrons, mas com carga oposta. Os pontos de Weyl foram teoricamente previsto em 1929, Hermann Weyl encontrou outra solução para a equação de Dirac, desta vez sem massa. Fiel à previsão de Dirac, os pósitrons foram descobertos quatro anos depois, em 1932, pelo físico americano, Carl Anderson.
Um ano depois, o físico teórico austríaco Wolfgang Pauli postulou a existência do neutrino, que era então considerado sem massa, e foi assumido como sendo a procurada solução para a equação de Dirac encontrada por Weyl. O neutrino ainda não tinha sido detectado na natureza, mas o caso parecia ter fechado no neutrino. Seria décadas até de físicos americanos Frederick Reines e Clyde Cowan finalmente conseguirem descobrir neutrinos em 1957, e numerosas experiências, pouco depois, indicarem que neutrinos poderiam ter massa. Em 1998, o observatório Super-Kamiokande no Japão anunciou que os neutrinos têm massa diferente de zero. Esta descoberta abriu uma nova pergunta: Qual seria então a solução de massa zero encontrado por Weyl?. Dr. Ling Lu, em 2015, com a construção de um cristal fotônico "gyroid duplo" com simetria de paridade quebrada, removeu os pontos de Weyl do reino da hipótese teórica demostrando que os pontos realmente existem na natureza.